# Farbstoff-Verordnung
Die Verordnung über färbende Stoffe, kurz Farbstoff-Verordnung, war eine im Jahr 1959 erlassene, auf dem Lebensmittelgesetz von 1936 basierende, bundesdeutsche Verordnung, die die Verwendung von Lebensmittelfarbstoffen regelte. Sie galt bis 1978. 

## Regulierung
Durch die Verordnung wurde festgelegt, dass nur die in der Anlage 1 aufgeführten Farbstoffe für die in Anlage 3 aufgeführten Lebensmittel zugelassen (§§ 1 und 2) waren. Die Dosierung war dabei so zu wählen, dass der Farbton der Lebensmittel dem natürlichen Farbton angenähert wurde und kein Farbton erzielt wurde, „der der allgemeinen Verkehrsauffassung oder der berechtigten Verbrauchererwartung widerspricht“ (§ 2).

## Kennzeichnung
Lebensmittel, denen fremde Stoffe (Lebensmittelfarbstoffe) nach dieser Verordnung zugesetzt wurden, waren deutlich lesbar mit der Bezeichnung „mit Farbstoff“ zu versehen, wobei zusätzliche Angaben wie „handelsüblich“, „leicht“ oder „unschädlich“ nicht gemacht werden dürften (§§ 4 und 5). Die in Lebensmittel als Farbstoffe erlaubten Stoffe (Anlage 1) dürfen nur mit den zugelassenen Stoffe in Anlage 2 vermischt werden.  

## Substanzen

### Anlage 1
In der Fassung von 1959 waren folgende Substanzen aufgeführt (in Klammern die 1962 in der EWG und 1966 in Deutschland eingeführten E-Nummern): 

#### Liste A – fremde Stoffe zum Färben von Lebensmitteln
1. Gelbe Farbtöne
- Gelb 1: 4-Aminoazobenzol-3,4′disulfonsäure (Natriumsalz) (E 105)
- Gelb 2: 1-Aminobenzol-4-sulfosäure→1-(4′-Sulfophenyl)-5-pyrazolon-3-carbonsäure (Natriumsalz) (E 102)
- Gelb 3: Chinophthalondisulfonsäure (Natriumsalz) (E 104)
- Gelb 4: 1-Aminobenzol-4-sulfosäure→1,4-Dioxybenzol (Natriumsalz) (E 103)
- Gelb 5: 1-Aminobenzol-3-sulfosäure→2-Aminonaphthalin-3,6-disulfosäure (Natriumsalz)
- Gelb 6: 1,7-Di-(4-oxy-3-methoxyphenyl)-1,6-heptadien-3,5-dion (E 100)

2. Orange Farbtöne
- Orange 1: 1-Aminobenzol-3-sulfosäure→2-Oxynaphthalin-6-sulfonsäure (Natriumsalz) (E 111)
- Orange 2: 1-Aminobenzol-4-sulfosäure→2-Oxynaphthalin-6-sulfonsäure (Natriumsalz) (E 110)
- Orange 3: Bixin (E 160 b)

3. Rote Farbtöne
- Rot 1: 1-Aminonaphthalin-4-sulfosäure→2-Oxynaphthalin-3,6,8-trisulfonsäure (Natriumsalz) (E 126)
- Rot 2: Carminsäure (E 120)
- Rot 3: Orcein C28H24N2O7 (E 121)
- Rot 4: Tetraiodfluorescin (Natrium- oder Kaliumsalz) (E 127)

4. Blaue Farbtöne
- Blau 1: N,N'-Dihydro-1,2,1′,2′-Anthrachinonazin (E 130)
- Blau 2: Indigodisulfonsäure (Natriumsalz) (E 132)

5. Grüne Farbtöne
- Grün 1: Chlorophyll (E 140)
- Grün 2: Chlorophyllin-Kupfer-Komplex (E 141)

6. Schwarze Farbtöne
- Schwarz 1: 1-Aminobenzol-4-sulfosäure→1-Aminonaphthalin-7-sulfonsäure→1-Acetylamino-8-naphthol-4,6-disulfosäure (E 151)
- Schwarz 2: Carbo medicinalis (E 153)

Pigmentfarbstoffe
- Pigm. 1: Calciumcarbonat (E 170)
- Pigm. 2: Calciumsulfat (erhielt 1995 die E-Nummer E 516)[5]
- Pigm. 3: Titandioxid (E 171)
- Pigm. 4: Eisenoxide und -hydroxide gelb, rot, braun, schwarz (E 172)
- Pigm. 5: Aluminium (E 173)

#### Liste B – fremde Stoffe zum Färben von Überzügen von Käse und Gelbwurst
Die nach Liste A Nummer 1 bis 3 zugelassenen Stoffe, sowie
- Pigm. 6: 1-Methyl-4-aminobenzol-5-sulfonsäure→2-Oxynaphthalin-3-carbonsäure (Calciumsalz) (E 180)

#### Liste C – fremde Stoffe zum Stempeln von Lebensmitteloberflächen
Die in den Listen A und B bezeichneten Stoffe und ihre Aluminium und Calciumlacke, die nachstehenden Stoffe und ihre Aluminium- und Calciumlacke
- C 1: 4-Amidoazobenzol→2-Oxynaphthalin-6,8-disulfonsäure (Natriumsalz)
- C 2: Pentamethyl-4,4'-diamino-fuchsonimoniumchlorid
- C 3: Tetramethyl-4′′-ethylamino-4,4′-diamino-naphtho-fuchsonimoniumchlorid
- C 4: Tetramethyl-4′′-phenylamino-4,4′-diamino-naphtho-fuchsonimoniumchlorid
- C 5: 4-Diethylamino-2′,2′′-dimethyl-4′,4′′-(diethyl-3′′′,3′′′′-disulfobenzylamino)-fuchsonimonium (Natriumsalz)
- C 6: 2,4-Disulfo-5-hydroxy-4,4'-bis-diethylamino-fuchsonimonium (Calciumsalz)
- C 7: 1-Nitroso-2-naphthol-6-sulfonsäure (Eisen-Natriumsalz)
- C 8: 2-Chlor-2′,2′′-Dimethyl-4′,4′′-(Diethyl-3′′′,3′′′′-sulfobenzylamino)-fuchsonimonium (Natriumsalz)
- C 9: 1,1-Bis-[2′-methyl-2′′-hydroxy-5′′-cyclohexyl-azobenzol-4′]-cyclohexan
- C 10: 1-(2′-Methoxy-1′-phenylazo)-2-hydroxynaphthalin
- C 11: 1,4-Di-n-butylaminoanthrachinon
- C 12: Al-Na-Verbindungen mit Kieselsäure und Schwefel
- C 13: Phthalocyanine
- C 14: chlorierte Phthalocyanine

sowie die Aluminium- und Calciumlacke der nachstehend bezeichneten Stoffe
- C 15: Kondensationsprodukt aus 2 Mol 1,3,3-Trimethyl-2-methylindolin mit 1 Mol Natriumformiat und Essigsäureanhydrid
- C 16: 2,4-Dimethyl-1-aminobenzol-2-oxynaphthalin-3,6-disulfosäure (Natriumsalz)
- C 17: Sulfo-di-o-tolyldiamino-o-carboxy-phenyl-xanthylium (Natriumsalz)

### Anlage 2
Zum Vermischen (Verdünnen oder Auflösen) der in Anlage 1 aufgeführten Stoffe durften in der Fassung von 1959 nur Glycerin, Natriumsulfat, Bienenwachs, Natriumcarbonat, Natriumbicarbonat und Hartparaffin verwendet werden. Diese Liste wurde später erweitert.

## Anpassungen
Die Farbstoff-Verordnung wurde mehrfach angepasst und ergänzt. 1960 wurden unter anderem der Anhang 2 ergänzt. Zur Umsetzung der Richtlinie des Rats zur Angleichung der Rechtsvorschriften der Mitgliedstaaten für färbende Stoffe, die in Lebensmitteln verwendet werden dürfen der EWG wurde die Verordnung 1966 geändert. Durch diese Änderung wurden die ersten E-Nummern in Deutschland eingeführt und natürliche (nichtfremde) Stoffe, die zum Färben von Lebensmitteln zugelassen sind, in Anlage 4 ergänzt. Reinheitsanforderungen für die in den Anlage 1 und 2 aufgeführten Stoffe wurden 1967 als Anlage 5 ergänzt. Weitere Änderungen  der Anlage 1 gab es 1968 und 1972. Weitere formale Änderungen gab es 1975. 1976 wurden die Farbstoffe E 103, E 105, E 111, E 121, E 125, E 126, E 130, E 152 aus der Anlage 1, Liste A und E 181 aus der Anlage 1, Liste B gestrichen. Am 1. Januar 1978 trat die Farbstoff-Verordnung außer Kraft und wurde durch die Zusatzstoff-Zulassungsverordnung ersetzt.